# Bröllopsdagen (film, 1931)
Bröllopsdagen (engelska: Our Wife) är en amerikansk komedifilm med Helan och Halvan från 1931 regisserad av James W. Horne.

## Handling
Helan ska gifta sig med Dulcy. Dulcys far ogillar dock äktenskapet och låser in sin dotter på hennes rum. Helan och Halvan kommer till undsättning och räddar henne. När de väl lyckats hitta en biskop visar det sig att denne är skelögd, vilket ger oönskade konsekvenser.

## Om filmen
Trots titeln har filmen inget gemensamt med långfilmen Det ska vi bli två om! från 1941 med Melvyn Douglas i huvudrollen.
Filmen hade den 23 november 1931 på biograferna Capitol och Regina i Stockholm och gick då under två titlar; Helan och Halvan i Bröllopsdagen och Bröllopsdagen.

## Rollista (i urval)
- Stan Laurel – Stan (Halvan)
- Oliver Hardy – Ollie (Helan)
- Babe London – Dulcy
- James Finlayson – Dulcys far
- Charley Rogers – butlern Meadows
- Ben Turpin – biskopen
- David Sharpe – stand-in för James Finlayson[1]